# PEAKS (face to aceのアルバム)
『PEAKS』（ピークス）は、日本の音楽ユニット・face to aceの5枚目のオリジナル・アルバム。

## 概要
前作『風と貝がら』から1年4ヶ月ぶりとなるアルバム。
また、オリジナル・アルバムとしては、『NOSTALGIA』以来約2年ぶりのアルバム。

## 収録曲
1. SONIC TRAIL
2. 慟哭のDISTANCE
3. wind archiver I
4. 月華抄
5. SCUDERIA VINTAGE
6. SISTER ROOSTER
7. ON YOUR FEET
8. コヨーテ
9. wind archiver II